# Rdestnica błyszcząca
Rdestnica błyszcząca (Potamogeton rutilus) – gatunek rośliny jednorocznej należący do rodziny rdestnicowatych (Potamogetonaceae). Występuje w Europie i w zachodniej Syberii, a także na pojedynczych stanowiskach w Jakucji i Mongolii. W Polsce gatunek był podawany ze wschodniej części kraju z kilkunastu stanowisk. W latach 70. występował w jeziorze Kolno, jeziorze Mikaszewo i rezerwacie przyrody "Gorbacz".

## Morfologia
PokrójHydrofit o owalnej, ewentualnie lekko spłaszczonej, wiotkiej łodydze długości do 60 cm. Łodyga słabo rozgałęziona, czerwieniejąca, ze słabo rozwiniętymi (jeżeli w ogóle obecnymi) gruczołami węzłowymi. Kłącze jest nitkowate, ścieśnione lub w ogóle go brak.
LiścieSztywne i sterczące. Równowąskie do igiełkowatych, szydlasto zakończone. Liście całobrzegie. Szerokość do 1,1 mm, długość do 7,5 cm. Zwykle trzy nerwy, czasem pięć. Nerw główny zajmuje 15–30% nasady liścia i sięga do jego szczytu. Nie jest otoczony półprzezroczystymi komórkami powietrznymi. Nerwy boczne łączą się z nim stosunkowo daleko od szczytu liścia. Barwa jasnozielona lub brunatnozielona. Przylistki o długości 1,5–2 cm. Zamknięte, zwinięte rurkowato, z wiekiem strzępiące się. Przylistki tępe z bezbarwnym lub zielonym żebrem. Żywe przylistki są półprzezroczyste i mleczne, po wyschnięciu szarzeją i stają się nieprzezroczyste z widocznymi nerwami.
KwiatyObupłciowe z czterema, rzadko dwoma, słupkami. 6-8 kwiatów tworzy kłosy, wystające ponad powierzchnię wody na sztywnych szypułkach. Owocujące kłosy co najmniej tak długie jak szypułki, do trzech razy dłuższe. Kwitnie od czerwca do sierpnia.
OwoceOrzeszki. Brązowe lub oliwkowe, gładkie i bez kila, z prostym, drobnym dzióbkiem. Półelipsoidalne, ok. 2 mm długości.
Gatunki podobneRdestnica błyszcząca należy do grupy rdestnic wąskolistnych łatwych do pomylenia. Wśród najbardziej podobnych gatunków wymieniane są rdestnica drobna, rdestnica Berchtolda i rdestnica szczeciolistna.

## Biologia i ekologia
Roślina jednoroczna. W kątach liści tworzy cienkie, walcowate turiony o długości do 7,5 cm. Turiony mają 5-6 liści towarzyszących oraz włókniste, białawe przylistki.
Podobnie jak kilka innych rdestnic wąskolistnych ma liczbę chromosomów 2n=26 i tworzy z nimi hybrydy.
W warunkach polskich rośnie w wodach dystroficznych, ale także w mezotroficznych i eutroficznych o wodzie do lekko zasadowej i mulistym dnie. Na Syberii preferuje wody lekko zasadowe, o małej mineralizacji i mało żyzne. Tam zasiedla dno piaszczysto-muliste, o głębokości 0,2-2 m, wyjątkowo głębiej.

## Zagrożenia i ochrona
Gatunek umieszczony w Polskiej czerwonej księdze roślin (2001, 2014) oraz na polskiej czerwonej liście z kategorią CR (krytycznie zagrożony). Wymieniony jest też w kilku regionalnych rosyjskich czerwonych księgach lub czerwonych listach w kategoriach od niedostatecznie rozpoznanych do wymarłych.